# Jeanne de Man
Jeanne-Françoise de Man (Varsenare, 16 augustus 1868 - 27 juli 1969) was een telg uit de notabele en adellijke familie De Man, van wie ze de laatste vertegenwoordigster was. Ze was heemkundige en mecenas in haar geboortedorp Varsenare, waar naar aanleiding van haar honderdste verjaardag grote feesten werden georganiseerd.

## Levensloop
Jeanne was een kleindochter van de constituant van 1830 Edmond de Man (1803-1868). Daar waar zijn vader, Jacques de Man (1769-1825) in 1782 door keizer Jozef II in de adelstand was verheven met een riddertitel, werd noch door Jacques, noch door Edmond om bevestiging van deze status gevraagd, niet onder het Verenigd Koninkrijk der Nederlanden en ook niet onder het koninkrijk België. Niettemin leefden ze en trouwden ze adellijk.
Edmond de Man trouwde met Euphrasie de Serret (1806-1827), met wie hij een dochter had. Hij hertrouwde met Marie-Prudence van Caloen (1805-1869) en had met haar twee dochters en een zoon, Alfred de Man (Brugge, 1834 - Varsenare, 1922). Alfred trouwde met Leonie van Caloen de Basseghem (Brugge, 1839 - Varsenare, 1922) en ze kregen negen kinderen, drie zoons en zes dochters. Ze woonden tijdens de winter in de Hoogstraat in Brugge, maar waren toch vooral verbonden met de landelijke gemeente Varsenare. Van de dochters waren er drie die kloosterzuster werden en drie die ongehuwd bleven, onder wie Jeanne. Van de drie zoons stierven twee vroegtijdig, terwijl de derde, Amedée de Man (1866-1932), die vrederechter werd in Torhout, ongehuwd bleef. Het gevolg was dat dit het volledige uitdoven betekende van deze familie, met Jeanne als laatste telg.
Nadat ze het grootste deel van haar leven op het familiegoed De Blauwe Toren had gewoond, kwam ze samen met haar zuster Marie (1865-1954) vanaf 1934 in de Villa Maurice wonen, een zomerverblijf van de familie van Caloen de Basseghem dat ze herdoopte tot Avondrust. De Blauwe Torre werd toen verkocht (of geschonken) aan de Witte Paters van Afrika, die er tot in de eenentwintigste eeuw de bewoners van zijn en er een uitgebreid kerkhof van overleden medebroeders hebben aangelegd.
Er gebeurde weinig in Varsenare zonder dat Jeanne de Man er haar geldelijke steun aan verleende. Enkele voorbeelden hiervan. De patronaatszaal werd uitgebreid. In 1958 bekostigde ze de bouw van een nieuwe zaal, genaamd Alberta. In 1962 schonk ze de 800 kg wegende klok 'Johanna' die in de kerktoren werd bijgeplaatst. In 1969 legateerde ze twee woonhuizen aan de kerkfabriek van de parochiekerk van Varsenare. De plaatselijke voetbalploeg kreeg in 1958 van haar een plein. In 1962 liet ze op haar kosten de dreef verharden die naar de Blauwe Torre leidde.
Op 15 augustus 1968 trok een historische stoet door Varsenare, als hulde aan de honderdjarige Jeanne de Man. Een jaar later overleed ze.

## Een legaat van schilderijen
Als laatste van haar geslacht zocht Jeanne de Man naar een passend onderkomen voor een aantal schilderijen die tot het familiebezit behoorden. Ze had ze aan een openbare instelling kunnen nalaten, of aan het Engels Klooster, waar twee van haar zussen waren ingetreden, maar ze koos voor de kloostercongregatie van het Prinselijk Begijnhof. Ze schonk ze al tien jaar voor haar dood. 
Zes van de schilderijen waren Brugse stadsgezichten.
- De zeven wonderen van Brugge, door Pieter Claeissins de Oudere. Een merkwaardig schilderij waarop de monumenten voorkwamen die door de zeventiende-eeuwers als de belangrijkste in Brugge werden aanzien: de Onze-Lieve-Vrouwetoren met het Paradijsportaal, de Waterhalle, de stadshallen met het belfort, de Poortersloge met de Sint-Jansbrug, het huis met de Zeven Torens in de Hoogstraat, het Oosterlingenhuis en de stadswallen met de molens en de toren van de Sint-Sebastiaangilde.
- De Burg te Brugge, rond 1750.
- De Sint-Jansbrug, rond 1780.
- Het Zand te Brugge, rond 1750.
- De Grote Markt te Brugge, in de eerste helft van de 18e eeuw.
- De Braamberg te Brugge (de huidige Vismarkt), rond 1750.

Negenentwintig schilderijen waren portretten van voorvaders van de familie De Man. Het ging onder meer om leden van de families
- Van Cranendonck (Boudewijn van Cranendonck, Petrus van Cranendonck, Jacobus van Cranendonck, Philibert van Cranendonck en hun echtgenoten Agatha van Flory, Adriana van der Linde, Francisca Cooman en Philipotte Longin).
- Van Volden (Herman van Volden en Adriana de Ruddere, Petrus van Volden, Gerardus van Volden, Philibertus van Volden.
- De Meulenaere dit van Belle (Johannes-Baptista de Meulenaere en Johanna Grouzée, Maria de Meulenaere.
- Van der Beke (Carolus van der Beke, Clara Musaert en Gaspard de Coninck, Theresia Dierickx, Carolus-Philippus van der Beke, Maria-Clara van der Beke).
- Budsin (Carolus Budsin en echtgenote, Adrianus Budsin).
- Strabant (Guido Strabant en Elisabeth Moerman).